# Jurica Pranjić
Jurica Pranjić (Teslić, 16. prosinca 1987.) je hrvatski nogometaš koji trenutačno igra u njemačkom SV Oberwartu. Igra na poziciji obrambenog igrača. Igra desnom nogom. Nastupao je za hrvatske mlade reprezentacije. 

## Vanjske poveznice
- Sportnet  Arhivirana inačica izvorne stranice od 25. prosinca 2013. (Wayback Machine)
- Nogometni magazin
- NK Slaven Belupo
- Transfermarkt (engl.)
- Profil, Hrvatski nogometni savez